# Yankho Kamwendo
Yankho Kamwendo, född 1 november 1978 i Uppsala, är en svensk skådespelare, barnprogramledare och musiker (slagverk).

## Biografi
Kamwendo, som är av malawisk och svensk härkomst, växte upp i Örebro. Som barn spelade han mycket fotboll och drömde om en proffskarriär. Han hade senare planer på att bli barnpsykolog och studerade därför psykologi. Under studietiden var han engagerad i Sjundedagsadventisternas kyrka och medverkade i en ungdomspjäs som djävulen.
Han debuterade som filmskådespelare 2001 i rollen som Theo i Festival. Han började därefter medverka i barnprogrammen Lattjo Lajban och som programledare i Bolibompa 2005. 2007 spelade han huvudrollen som Lennart i TV-serien Leende guldbruna ögon. Under sommaren 2007 turnerade han med det kända dansbandet Joyride. Han har även varit programledare för TV-skeppet som sänds i Barnkanalen. 2008 var han Örebros juryuppläsare i Melodifestivalen. Han lånade ut sitt ansikte till datorspelet Fredagsfisen som gjordes i SVT:s regi.
2010 var han programledare för programmet Sommarlov. Den 30 augusti 2013 medverkade han i programmet Fångarna på fortet i lag med Mange Schmidt och Zinat Pirzadeh.
Våren 2023 var han aktuell med föreställningen Forever young som spelades för högstadieelever runt om i landet med Regionsteater Västs regi.
Yankho har även tolkat flera barnlåtar, som Små grodorna, Huvud, axlar, knä och tå och Springa springa i albumet Yankhos Barnmusikskatt.

## Filmografi
- 2001 – Festival
- 2007 – Leende guldbruna ögon (TV-serie)